# Adolf Kutschker

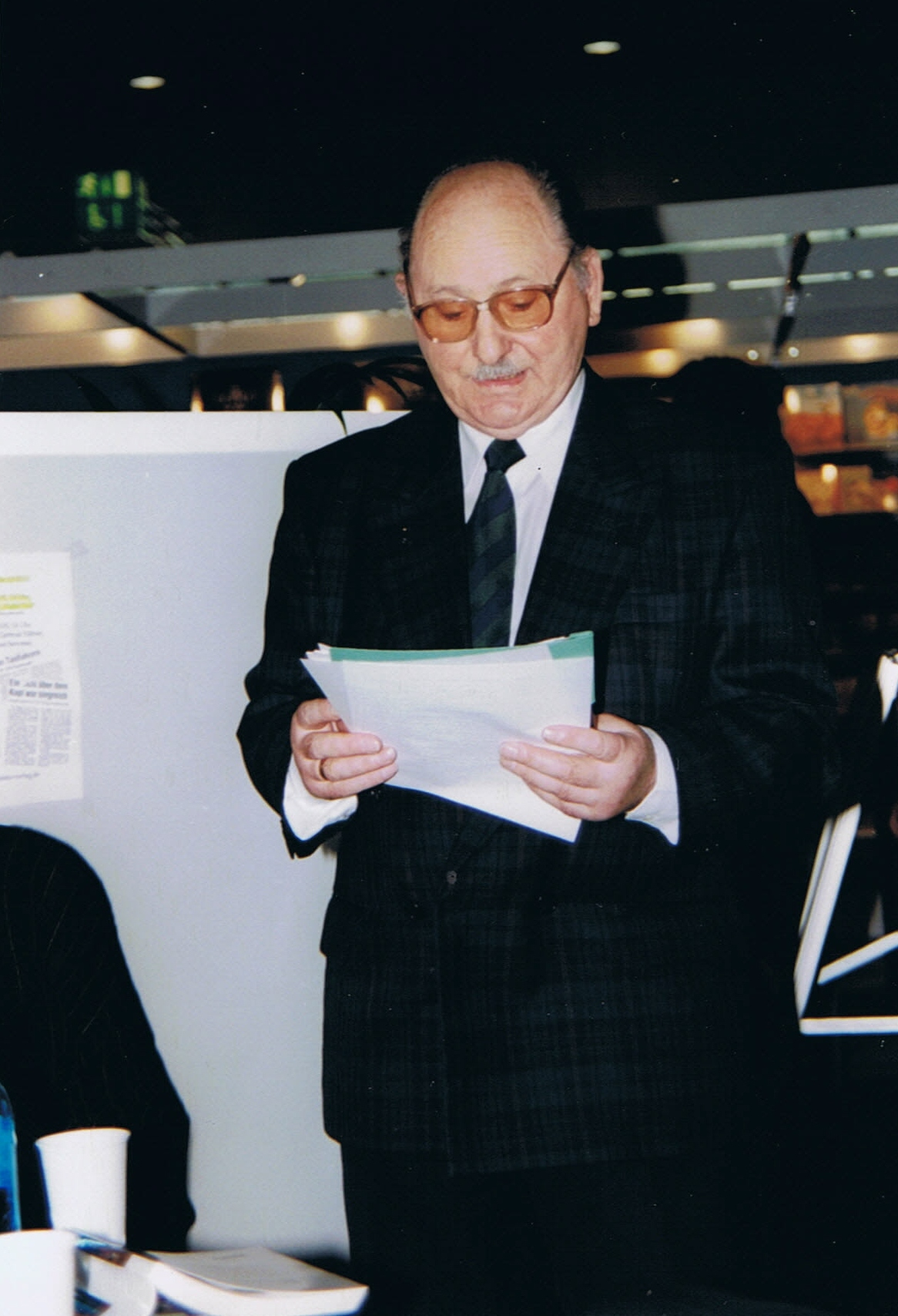
Adolf Kutschker auf der Frankfurter Buchmesse 2001

Adolf Wilhelm Kutschker (* 6. März 1929 in Freudenthal; † 28. April 2009 in Mannheim) war ein deutscher Dichter und Schriftsteller.

## Leben
Der Dichter und Literat Kutschker absolvierte nach der Flucht aus dem Sudetenland in Freudenthal eine Gärtnerlehre. Anschließend absolvierte er eine Ausbildung zum Dekorateur und erhielt direkt im Anschluss eine Anstellung in einem großen Kölner Warenhaus. Später war er Chefdekorateur in einem der wichtigsten Kaufhäuser in Mannheim. Seit 1954 verfasste er täglich Gedichte, Lyrik, Prosa und Kurzgeschichten.
Er war bis zu seinem Tode Leiter des „Literarischen Quadrats“ in Mannheim, sowie Mitglied, später Geschäftsführer der „Räuber ’77“ und zuletzt „Ehrenräuber“.
Seine literarische Figur und zugleich Alter Ego ist „Herr Jeh“. Mittels dieses Protagonisten setzte er sich mit den aktuellen Themen der Zeit auseinander. Seine Wortspiele verbergen subtil seine subjektive Weltsicht und machen zugleich das zerbrechliche Gefüge der Sprache und die Schwierigkeiten der Kommunikation deutlich.

## Publikationen
- Der doppelte Reinfall, 1957
- Herrn Jeh’s Doppelbegegnungen, 1979
- Fußball, Sprachspiel für 3 Stimmen, 1980
- Kriminelles Limericks zum Thema, 1980
- Wie einst im Mai, Liebeslieder, 1981
- Herr Jeh, Gesammeltes, 1981
- Die Umweltfibel im Bibellook, 1981
- Rundumgespräche, 1982
- Von Zeit zu Zeit, 1982
- Private Freiheit, 1983
- Ruhm und Ehre, Badewonnen, 1983
- Worte in den Wind gesprochen, 1983
- Das gesäuberte Reinheitsprinzip, 1984
- Guten Morgen, 1984
- Gereimte Ungereimtheiten I, 1984
- Gereimte Ungereimtheiten II, 1985
- Ach, Herr Jeh, I. Teil, 1985
- Ach, Herr Jeh, II. Teil, 1986
- Dufte Dichter an der Strippe, 1987
- Aus „Herrn Jeh’s“ Tagebuch, 1987
- Bildwelt – Weltbild, 1988
- Wünsche für das Jahr 2000, 1988
- „Herrn Jeh’s“ Rückschau, 1989
- „Ach, Herr Jeh“ Jehminiszenzen, 1989
- Reflexionen, 1989
- Ach, „Herr Jeh“, da helfen keine Pillen, 1989
- Tagebuchblätter, 1990
- Die Lust am Fabulieren, 1990
- Also sprach „Herr Jäh“, 1990
- Über Stock und Stein, 1991
- Tierisch. Mannheim 1991
- In die Schuh Geschobenes, 1992
- Im Prinzip prinzipiell dagegen, 1992
- Liebes-, Lust- & Lasterlieder 1995

## Anthologien
- Rhein-Neckar-Lesebuch, Karlsruhe, 1983
- Perforierte Wirklichkeiten, Wiesbaden, 1994
- Liebe, was sonst? 1998
- Mannheim, was sonst, 2001
- Ein denkwürdiger Tag, 2002
- Trilogie: Räubergold, 2007

## Auszeichnungen
- Heinz-Erhardt-Preis, 1969

## Sammlung
- Er schuf mehr als 22.000 Markogramme im Format A5: individuell mit Portraits oder Werken von Künstler-/innen, Politiker-/innen, Musiker-/innen und Literaturschaffenden modifizierte Briefmarken, die er sich von diesen Personen des öffentlichen Lebens original unterschreiben ließ.
- Einen beträchtlichen Teil seiner Arbeiten hat das Stadtarchiv Mannheim übernommen und archiviert.

## Herausgeber
- Fenster, geklappt: Begegnungen am Beginn des Dritten Jahrtausends, 2001
- Trilogie: Räubergold / Dreißig Jahre neues literarisches Leben in Mannheim (zusammen mit Rosvita Spodeck-Walter, Klaus Walter), 2007